# Sascha Peters
Sascha Peters (* 22. Juli 1969 in Lette) ist ein ehemaliger deutscher Fußballspieler.

## Karriere
Zur Saison 1994/95 wechselte Peters von der TSG Dülmen zur TuS Ahlen, der 1996 zum LR Ahlen wurde. Mit diesem absolvierte er zehn Spiele in der 2. Bundesliga, zwei Aufstiegsspiele zur 2. Bundesliga und ein DFB-Pokalspiel. 2001 wechselte er zum VfB Hüls, ehe er 2003 seine Karriere beendete.